# Looshaus
 (mars 2017).
Si vous disposez d'ouvrages ou d'articles de référence ou si vous connaissez des sites web de qualité traitant du thème abordé ici, merci de compléter l'article en donnant les références utiles à sa vérifiabilité et en les liant à la section « Notes et références ».
La Looshaus est un bâtiment construit entre 1909 et 1911 à Vienne en Autriche par Adolf Loos.

## Histoire
Loos affirme qu'il y a deux registres d'architectures, il y a le monument et l'édifice utilitaire. Et cette distinction entre les deux se révèle dans le Looshaus. D'un point de vue programmatique, c'est un édifice constitué d'un espace destiné aux commerçants aux deux premiers étages puis des logements locatifs au-dessus.
Sa situation urbaine est exceptionnelle puisque le projet se situe face au palais impérial de Vienne et c'est cette dichotomie entre la banalité de l'édifice et son implantation qui a fait réfléchir Loos.
La Looshaus a été construite entre 1909 et 1911 pour le magasin de prêt-à-porter masculin haut de gamme "Goldman & Salatsch"
Les trois premiers étages, y compris le sous-sol, étaient consacrés au commerce, tandis que des appartements ont été construits dans les étages supérieurs. Après la faillite de l'entreprise "Goldmann & Salatsch" (1878-1931) en 1931, il y eut quelques changements de locataires.
En 1938, le constructeur automobile Opel a adapté le magasin aux exigences de la présentation de voitures, l'aménagement original d'Adolf Loos a été perdu.
En 1987, la Raiffeisenbank Wien a acheté le bâtiment et a mandaté l'architecte et publiciste Burkhardt Rukschcio de la rénovation, qui s'est achevée en 1990.
Les 3 étages inférieurs, ouverts au public, ont été remis en état. "d'origine", en partie avec de véritables pièces uniques, en grande partie avec des répliques de 1989/1990, reconnaissables à leurs remarquables ferrures. Classique également le poli acajou rouge-brun continu à tous les étages publics.
En 2022, Rudolf Klingohr a produit un documentaire télévisé (49 minutes) intitulé "Das Looshaus - Die Rettung eines Baujuwelels" (La Looshaus - le sauvetage d'un joyau architectural), qui résume une nouvelle fois en détail l'histoire de la transformation.

## Architecture
L'architecture du bâtiment possède deux registres absolument distincts puisque la partie base travaille dans un esprit classique où on retrouve les ordres notamment toscans avec des colonnes parfaitement proportionnées inspirées de celles de l'église Saint-Michel de Vienne. Un registre matériel tout à fait différent au rez de chaussée puisque cet étage est totalement plaqué en marbre. Cette distinction entre les deux parties s'explique par le fait que la portion inférieure fait partie intégrante de la rue c'est-à-dire l'espace de mémoire de la ville.
Dans la partie haute, Loos décide de créer une façade neutre sans ornementations car selon lui, tout ce qui ne participe pas à l'espace de la ville c'est-à-dire le domaine privé, ne mérite pas d'ornementation. Cette rupture radicale s'explique par le fait que Loos pense qu'une habitation n'est pas un monument, c'est un objet de la vie quotidienne. La seule façon de la concevoir, c'est de se concentrer sur sa fonctionnalité.

## Réception
Cet édifice a fait scandale au moment de sa construction probablement à cause de son implantation très visible et a fait l'objet de caricature car son œuvre est une réelle provocation à l'égard de la culture viennoise de l'époque. Il élimine en effet tout ornementation, tout style baroque. Il est surnommé "la maison sans sourcils" en raison de l'absence d'auvents au dessus des fenêtres.

## Galerie de photos

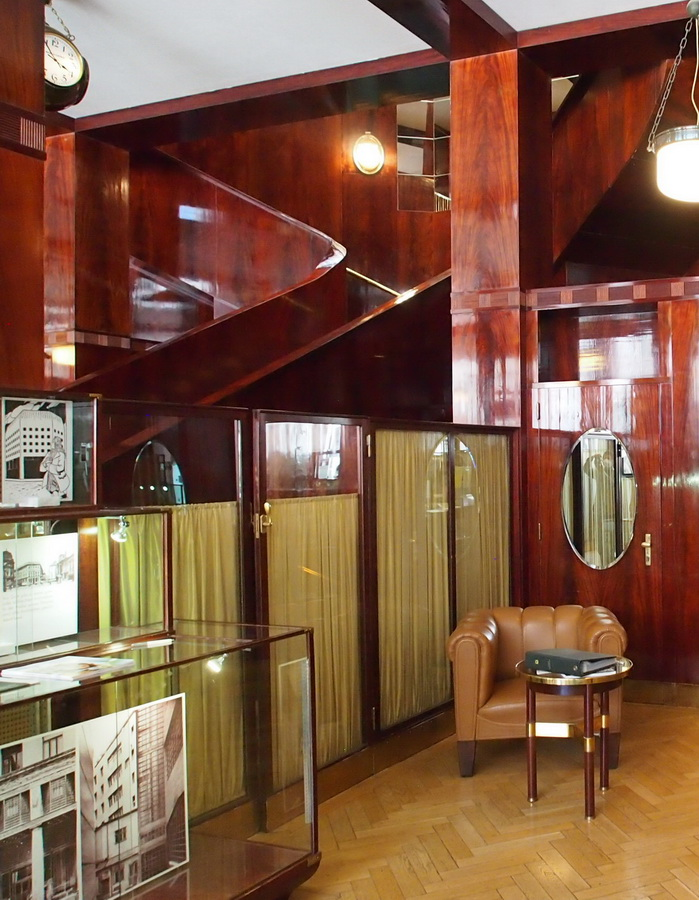
Looshaus, vue intérieure, rez-de-chaussée, après rénovation en 1990
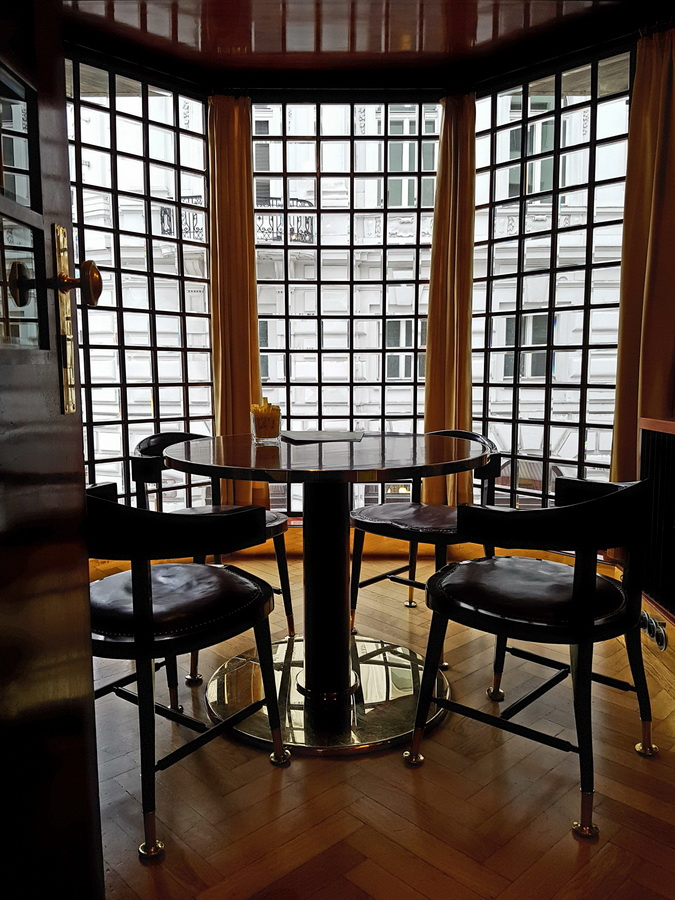
Looshaus, 1er étage, coin de réunion, après rénovation en 1990
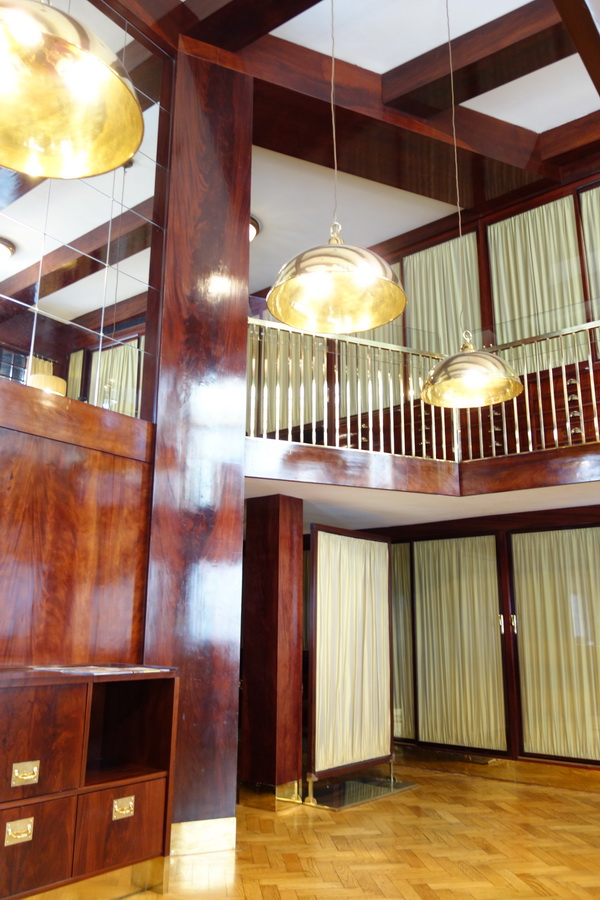
Looshaus, rez-de-chaussée & 1er étage, après rénovation en 1990
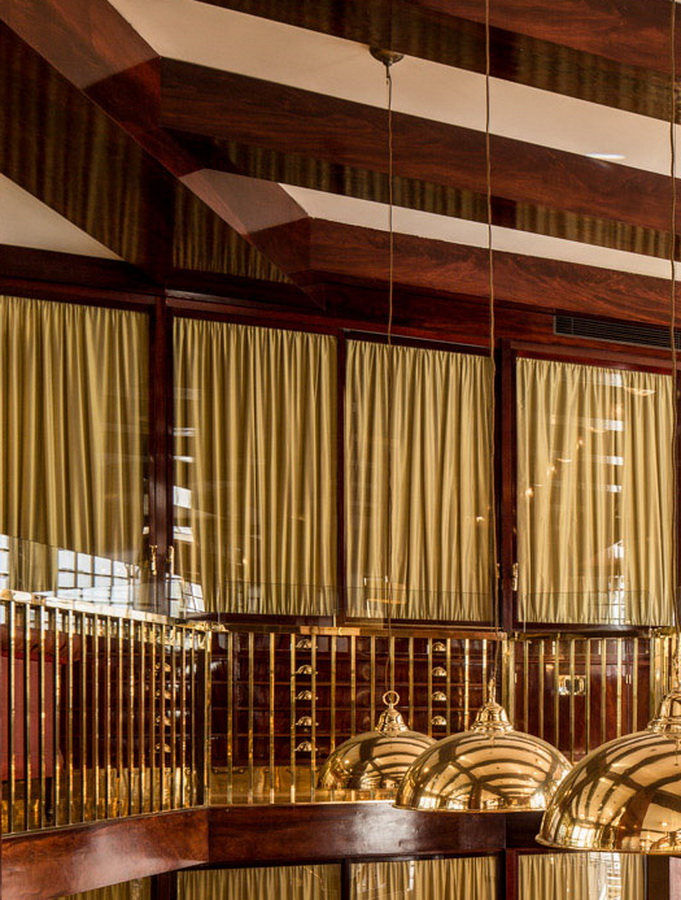
Looshaus, 1er étage, après rénovation en 1990
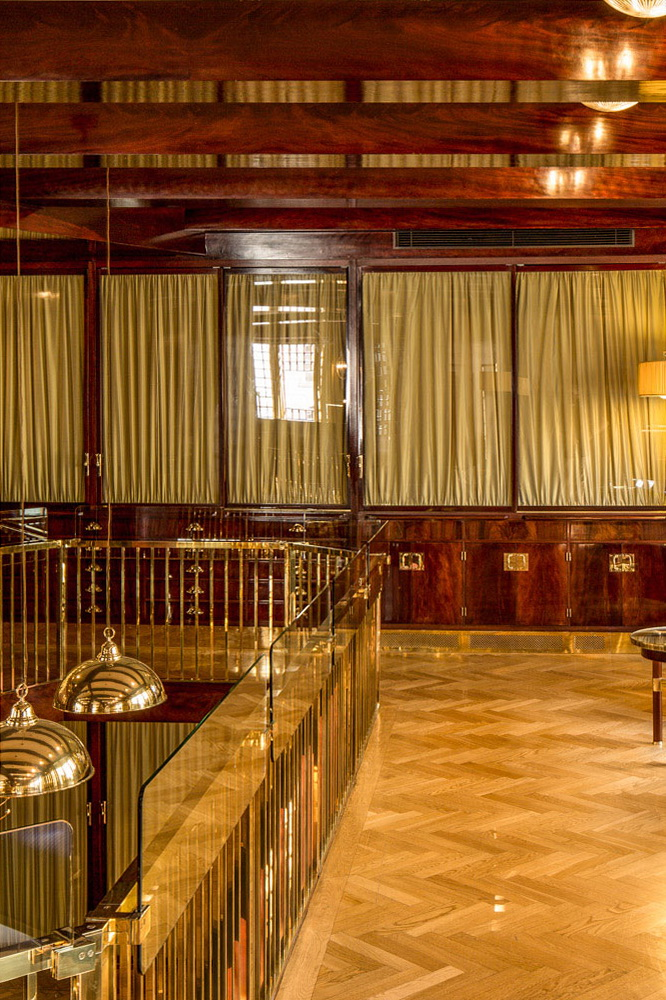
Looshaus, 1er étage, après rénovation en 1990
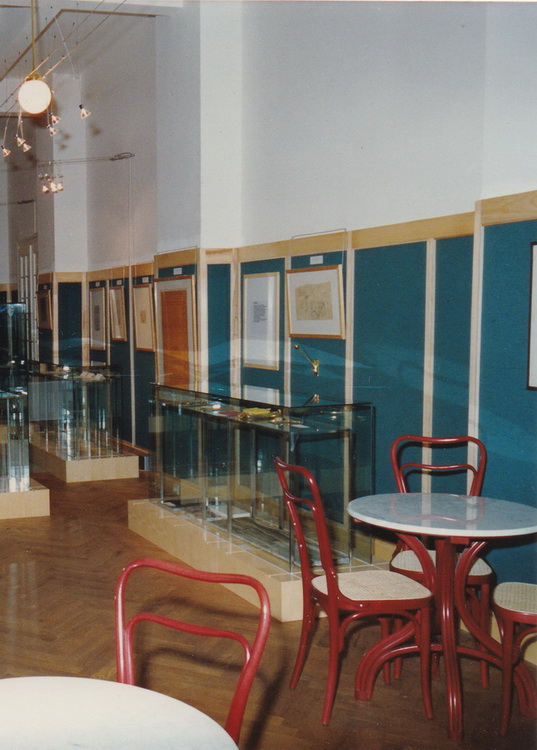
Looshaus, sous-sol, après rénovation en 1990